# Hohnstein
Hohnstein (pronunciación en alemán: /ˈhoːnˌʃtaɪ̯n/ⓘ) es un municipio situado en el distrito de Suiza Sajona-Montes Metálicos Orientales, en el estado federado de Sajonia (Alemania), a una altitud de 330 metros. Su población a finales de 2016 era de unos 3300 habs. y su densidad poblacional, 52 hab/km².

## Historia
El nombre aparece en documentos relacionados con el castillo de Hohnstein, que fue construido mucho antes, en 1317 como Hoinstein y en 1333 como Territorium Honsteinense. La ciudad situada debajo del castillo probablemente recibió los derechos de ciudad en 1444. La primera mención documentada de la ciudad en sí fue en 1445.
Hohnstein fue azotada por un devastador incendio en 1724. Aproximadamente la mitad de las casas se quemaron. La iglesia municipal fue reconstruida entre 1724 y 1728 según los planos de George Bähr.
Para mejorar el desarrollo económico y turístico de Hohnstein, en 1897 se construyó el Schwarzbachbahn , un ferrocarril de vía estrecha de Kohlmühle a Hohnstein.
A principios del siglo XX el turismo adquirió gran importancia, pero los primeros visitantes de Suiza habían comenzado a visitar el lugar en 1850.
El complejo del castillo de la ciudad fue utilizado en 1933 como uno de los primeros campos de concentración (KZ Hohnstein) durante la era nazi. Allí estaban encarcelados alrededor de 5.600 presos, entre ellos 109 mujeres y 400 adolescentes.
En la época de la RDA existía un campamento de vacaciones para niños en el distrito de Rathewalde.